# سیاه‌مجد
سیاه مجد، در اساطیر ایرانی نام مرد سیاهپوستی است که مأوی و جایگاه او، اغلب در پشت مسجدها می‌باشد. وی چهره‌ای مخوف دارد، امّا به کسی آزاری نمی‌رساند و تنها مردم را می‌ترساند.
سیاه مجد اغلب در حالی دیده می‌شود که مشغول قضای حاجت است.

## منبع
- جان.راسل.هینیلز (۱۳۸۵)، شناخت اساطیر ایران، ترجمهٔ باجلان فرّخی، تهران: انتشارات اساطیر، شابک ۹۶۴-۳۳۱-۲۶۴-X